# Dendrobium microglaphys
Dendrobium microglaphys är en orkidéart som beskrevs av Heinrich Gustav Reichenbach. Dendrobium microglaphys ingår i släktet Dendrobium, och familjen orkidéer. Inga underarter finns listade i Catalogue of Life.